# 丁佐宏
丁佐宏（1961年—），男，汉族，江苏如皋人，中国企业家，月星集团董事长。

## 生平
1961年出生于江苏如皋，1981年和师兄从如皋来到常州成立茶山月星木器厂。1991年成立常州市月星家私成套有限公司，1996年成立月星集团并担任董事长。

## 荣誉
2018年被评为改革开放40年百名杰出民营企业家。

## 言论
丁佐宏认为，66歲至79歲依然是中年人，应当鼓勵60歲以上初老群体再就業，釋放老年人口紅利，緩解人口老齡化帶來的勞動力缺口問題。